# Iwan der Schreckliche II (Film)
Der Film Iwan der Schreckliche von Sergei Michailowitsch Eisenstein zeigt das Leben des Zaren Iwan IV. von Russland (1530–1584) ab dem Alter von 16 Jahren.
Das ursprünglich auf drei Teile ausgelegte Werk besteht aus zwei Folgen in Spielfilmlänge. Iwan der Schreckliche Teil I zeigt den Aufstieg des Zaren; dieser Teil wurde preisgekrönt und von Stalin gelobt. Der zweite Teil zeigt Iwans „Schrecklichkeit“, die Aufführung dieses zweiten Teils wurde zunächst verboten, so dass der Film erst 1958 erstmals in Russland zu sehen war. Ein dritter Teil blieb unvollständig, so dass nur wenige Szenen erhalten blieben.

## Handlung
Der Film beginnt mit der Rückkehr des Zaren nach Moskau, zu der ihn nach seiner Abdankung die Bitten des Volkes bewegten. Er setzt eine Landesreform durch, die die Position des Adels schwächt. Iwans Frau Anastassija Romanowna Sacharjina wurde vergiftet und sein Vertrauter Kurbski war zu den Polen übergelaufen. Iwan ist mit seinen Plänen für ein geeintes Russland ohne Fremdherrschaft daher auf sich allein gestellt. Da er jedoch Freunde benötigt, holt er den Mönch Philipp zu sich und macht ihn zum Metropoliten von Moskau. Dieser versucht jedoch, Iwan den Willen der Kirche und der Bojaren aufzuzwingen. Iwan unterwirft Philipp und schickt seine Privatarmee, die Opritschniki, gegen die Bojaren aus. Von Jefrosinija, der Tante des Zaren, unterstützt, versuchen die Bojaren, Iwan zu ermorden und ihren Sohn Wladimir auf den Zarenthron zu bringen. Bei einem Bankett krönt Iwan Wladimir und schickt ihn in königlichen Gewändern in die Kathedrale, wo Wladimir – statt des Zaren – von einem Attentäter ermordet wird.

## Form
Der Film ist komplex aufgebaut. Die Kamera fokussiert einzelne konkrete Vorgänge, die dadurch losgelöst erscheinen, aber mit den anderen Szenen dennoch ein Ganzes bilden. Die Kamera wird niemals geschwenkt, sondern fotografiert bzw. fokussiert. Die Gesichtsausdrücke einzelner Darsteller, besonders deren Zusammenspiel in bestimmten Szenen, der Wechsel von Hell und Dunkel sowie effektvolle Bewegungsabläufe (zum Beispiel die Bewegung eines Wagens in geschwungener Bewegung in einer Panoramaperspektive) kennzeichnen den Film als ein expressionistisches Hauptwerk des Films, obgleich er Teil des Filmschaffens des Stalinismus ist. Insbesondere die Zusammenarbeit mit Prokofjew sorgt für ein perfektes Zusammenspiel von Bild und Musik.

## Kritiken
Das Lexikon des internationalen Films schrieb, der Film entwerfe „düstere Visionen von Macht und Unterwerfung“; die „genial gestalteten Bildkompositionen“ würden die „Dialektik politischer Alleinherrschaft“ enthüllen.